# Đáp Nạp Thất Lý
Đáp Nạp Thất Lý (tiếng Trung: 答纳失里; tiếng Mông Cổ: Данашири; ? - 1335), nguyên phối và là chính thất Hoàng hậu đầu tiên của Nguyên Huệ Tông hay Nguyên Thuận Đế, vị Hoàng đế cuối cùng của triều Nguyên trong lịch sử Trung Quốc.
Bà không được Huệ Tông sủng ái vì là con gái của Thái Bình vương Yên Thiếp Mộc Nhi, về sau bị phế vì liên can đến cuộc nổi loạn của huynh trưởng là Đường Kỳ Thế, cuối cùng bị đối thủ chính trị của gia tộc là Bá Nhan xử tử.
Đáp Nạp Thất Lý là một trong 4 vị Trung cung Hoàng hậu của nhà Nguyên bị "tước Hậu vị" khi còn sống, bên cạnh Bốc Lỗ Hãn của Nguyên Thành Tông, Bát Bất Hãn của Nguyên Thái Định Đế và Bát Bất Sa của Nguyên Minh Tông. Tuy nhiên, bà là trường hợp duy nhất bị phế truất bởi phu quân là đương kim Hoàng đế, ba vị còn lại đều do đời sau tước tư cách Hoàng hậu sau khi phu quân của họ đã băng hà.

## Tiểu sử
Hoàng hậu Đáp Nạp Thất Lý thuộc bộ lạc Khâm Sát (欽察; Kipchak) nên cũng gọi "Khâm Sát thị" (钦察氏), ngoài ra còn gọi là "Bá Nha Ngô thị" (伯牙吾氏), con gái của Thái Bình vương Yên Thiếp Mộc Nhi (燕铁木儿), một đại thần thời Nguyên Văn Tông, có ảnh hưởng chính trị phức tạp và là Thái sư đầu triều trong những năm cai trị của Văn Tông. Bà có một huynh trưởng là Đường Kỳ Thế (唐其勢; Tangkis), cũng là Đại tướng quân trong triều đình.
Không rõ thời gian bà được cha gả cho Huệ Tông, nhưng khi đó sức ảnh hưởng của Yên Thiếp Mộc Nhi vô cùng lớn, đến mức liên tiếp Văn Tông rồi Ninh Tông đều bị ông khống chế. Yên Thiếp Mộc Nhi vốn được Nguyên Vũ Tông đề bạt; trong cuộc chiến tranh hai đô sau khi Thái Định Đế qua đời, lúc Thiên Thuận Đế lên ngôi ở Thượng Đô thì Yên Thiếp Mộc Nhi nắm giữ đại quyền ở Đại Đô khi lập hậu duệ của Vũ Tông là Đồ Thiếp Mộc Nhi (Nguyên Văn Tông) lên kế vị. Sau khi thắng cuộc chiến với phe Thiên Thuận Đế, ông đã chọn Văn Tông làm một hoàng đế chính thức nên xuống tay đầu độc Trưởng tử của Vũ Tông là Minh Tông. Do Thỏa Hoan Thiếp Mộc Nhi là đích trưởng tử của Minh Tông, lại đang nghi ngờ cái chết của cha, Yên Thiếp Mộc Nhi không muốn lập hoàng tử này lên kế vị, bất chấp Văn Tông lúc lâm chung đã để lại di chiếu nhường ngôi cho con của anh. Tuy nhiên, Hoàng hậu của Văn Tông, Bốc Đáp Thất Lý đã can dự vào việc này, và quyết định chọn Thỏa Hoan Thiếp Mộc Nhi lên kế vị, tức vua Nguyên Huệ Tông. Việc Đáp Nạp Thất Lý được gả cho Huệ Tông có thể là một phần trong thỏa thuận của Yên Thiếp Mộc Nhi để lập Huệ Tông làm hoàng đế, vì chỉ như vậy con gái của Yên Thiếp Mộc Nhi mới được sắc phong làm Hoàng hậu.
Năm Chí Thuận thứ 4 (1333), tháng 8 (Âm Lịch), bà được sách lập Hoàng hậu, cũng trong năm này thì Yên Thiếp Mộc Nhi mắc bệnh qua đời, Đường Kỳ Thế tiếp nối Thái Bình vương và thụ chức Ngự sử đại phu. Năm Nguyên Thống thứ 2 (1334), triều đình cử hành lễ Sách lập và nhận Sách bảo. Theo lệ nhà Nguyên, Hoàng đế được lập một lúc nhiều Hoàng hậu, nhưng chỉ có một Hoàng hậu nhận Sách, bảo là được xem như Trung cung Hoàng hậu.
Sách văn viết:
| “                                            | 天之元统二气，配莫厚于坤仪；月之道循右行，明周贞于乾曜。若昔帝王之宅后，居多辅相之世勋。盖选德于亢宗，亦畴庸于先正。造周资任、姒之化，兴汉表马、邓之功。咨尔皇后钦察氏，雍肃惠慈，谦裕静淑。乃祖乃父，夙坚翼亮之心；于国于家，实获修齐之助。朕缵丕图之初载，亲承太后之睿谟。眷我元臣，简兹硕媛。相严禘而率典，奉慈极以愉颜。用彰祎翟之华，式著旗常之旧。令摄太尉某官授以玉册宝章，命尔为皇后。备成嘉礼，宏贲太猷。於戏！嵩高生贤，予笃怀于良佐；《关雎》正始，尔勉嗣于徽音。永锡寿康，昭示悠久。 Thiên chi nguyên thống nhị khất, phối mạch hậu vu khôn nghi; nguyệt chi đạo tuần hữu hạnh, minh châu trinh vu càn diệu. Nhược tích đế vương chi trạch hậu, cư đa phụ tướng chi thế huân, cái tuyển đức vu cương tông, diệc trù dung vu tiên chính. Tháo châu tư nhậm, tự chi hoa, hưng hán biểu mã, đặng chi công. Tư nhĩ Hoàng hậu Khâm Sát thị, ung túc huệ từ, khiêm dụ tĩnh thục. Nãi tổ nãi phụ, túc kiên dực lương chi tâm; vu quốc vu gia, thực hoạch tu tề chi trợ, trẫm toản phi đô chi sơ tái, thân thừa hậu chi duệ mô. Quyến ngã nguyên thần, giản tư thạc viên, tướng nghiêm đế năng suất điển. Phụng từ cấp nhĩ du nhan, dụng chương y trạch chi hoa, thức trữ kì thường chi cựu. Lệnh nhiếp Thái úy mỗ quan thụ dĩ Ngọc sách bảo chương, mệnh nhĩ vi Hoàng hậu. Bị thành gia lễ, hoành bí thái du. Ô hô! Tung cao sinh hiền, dư đốc hoài vu lương tá. 《Loan thư》 Chính thủy, nhĩ mẫn tự vu huy âm, vĩnh tích thọ khang, chiêu kỳ du cửu. | ” |
| — Sách văn lập Đáp Nạp Thất Lý làm Chính hậu | |   |

Thông tin của Hoàng hậu không được ghi lại nhiều, song có vẻ từ khi phụ thân mất, bà thất thế và mất đi ân sủng của Huệ Tông. Ngay sau đó Quốc vương Cao Ly tiến cống mỹ nữ làm cung nữ nội đình, Kỳ thị - một nữ tử Cao Ly có nhan sắc nhập cung, được Huệ Tông chú ý, sủng ái tột độ. Hoàng hậu vốn kiêu kỳ nên đố kị với Kỳ thị, thường xuyên đánh đập, lăng nhục không thương tiếc.
Sau khi Yên Thiếp Mộc Nhi mất, nhờ sự tín nhiệm của Huệ Tông, Bá Nhan bắt đầu nắm quyền lực trong triều, trở thành đối trọng với Thái Bình vương Ngự sử đại phu Đường Kỳ Thế. Năm Nguyên Thống thứ 3 (1335), Đường Kỳ Thế dấy binh nổi loạn nhằm trừ khử Bá Nhan nhưng thất bại và bị giết. Vì cố gắng bảo vệ em trai Tháp Lạp Hải (塔拉海) đang chạy trốn Bá Nhan, Đáp Nạp Thất Lý cho giấu Tháp Lạp Hải vào trong cung, song bị phát hiện và Tháp Lạp Hải bị xử chết, còn Hoàng hậu Đáp Nạp Thất Lý bị phế truất và đuổi ra khỏi hoàng cung. Riêng Tân Nguyên sử ghi thêm rằng không lâu sau, Phế hậu Đáp Nạp Thất Lý bị Thừa tướng Bá Nhan ban rượu độc tại Khai Bình.

## Trong văn hóa đại chúng
| Năm  | Phim điện ảnh và truyền hình | Diễn viên    | Nhân vật |
| 2013 | 《Hoàng hậu Ki》             | Baek Jin-hee | Tanasili |